# Gideon Ståhlberg
Pour les articles homonymes, voir Ståhlberg.
Gideon Ståhlberg (ou Stahlberg) (né le 26 janvier 1908 à Göteborg, mort le 26 mai 1967 à Leningrad) est un joueur d'échecs suédois, champion de Suède de 1929 à 1939 et détenteur du titre de grand maître international depuis sa création en 1950.

## Carrière

### Champion de Suède
Stahlberg remporta les tournois nationaux organisés par la fédération suédoise (championnats non officiels) en 1927 (ex æquo avec Gösta Stoltz) et 1932 (ex æquo avec Erik Lundin). En 1929, il devint champion de suède en battant Allan Nilson en match. La même année, il remporta le championnat des pays nordiques (Scandinavie). En 1931, il fit match nul avec Stoltz et conserva son titre de champion de Suède, sans le mettre en jeu, jusqu'en 1938. En 1939, Stahlberg  remporta le premier tournoi officiel pour le championnat de Suède et, la même année, le championnat des pays nordiques à Oslo (ex æquo avec Lundin).
Stahlberg devint célèbre dans les années 1930 grâce à ses victoires en match contre Aaron Nimzowitsch (à Stockholm en 1933) et Rudolf Spielmann (à Göteborg en 1934). En 1938, il fit match nul avec Paul Keres à Stockholm. Il perdit également des matchs contre Efim Bogoljubov et Spielmann en 1930 et contre Reuben Fine à Stockholm en 1937.

### Installation en Argentine
Alors qu'il participe à l'Olympiade d'échecs de 1939 puis au tournoi de Buenos Aires, la Seconde Guerre mondiale éclate. Il décide de rester en Argentine jusqu'en 1948. Dans les années 1940, il entretint une rivalité avec Miguel Najdorf  avec des victoires à Mar del Plata 1941 (devant Najdorf et Eliskases), Buenos Aires  1941 (ex æquo avec Najdorf), Buenos Aires 1947 (devant Najdorf, Eliskases et Euwe). Il finit deuxième des tournois de Mar del Plata 1942, 1943, 1947 et 1948 ainsi que Buenos Aires 1948.

### Retour en Europe
En 1949, Stahlberg remporta le très fort tournoi de Teplitz-Schönau et perdit un match à Belgrade contre Svetozar Gligoric (+1 –2 =9).
Après avoir terminé sixième du tournoi interzonal de Saltsjöbaden 1948 en Suède, Stahlberg participa au tournoi des candidats de Budapest en 1950, où il finit 7e, puis à celui de Zurich en 1953, où il termina 15e et dernier.
Nommé arbitre international par la Fédération internationale des échecs en 1951, Stahlberg fut l'arbitre principal de cinq championnats du monde de Botvinnik de 1957 à 1963. En 1958, il remporta le tournoi de Beverwijk où il finit deuxième l'année suivante.
En 1967, il partit à Leningrad pour disputer un tournoi international, mais il mourut avant de jouer une seule partie.

### Olympiades d'échecs
Stahlberg a participé à treize olympiades d'échecs pour la Suède : de 1928 à 1939, de 1952 à 1960 et en 1964, jouant au premier échiquier à partir de 1931.
En 1933, l'équipe de suède remporta la médaille de bronze par équipe ; puis, en 1937, Stahlberg remporta la médaille de bronze individuelle et la médaille d'argent par équipe ; en 1952, il reçut la médaille d'argent individuelle (la suède finit septième).

## Une partie
Ståhlberg-Szabó, Helsinki, 1952,
1. Cf3 Cf6 2. c4 e6 3. Cc3 d5 4. d4 c5 5. cxd5 Cxd5 6. e3 Cc6 7. Fc4 cxd4 8. exd4 Cxc3 9. bxc3 Fe7 10. 0-0 0-0 11. De2 b6 12. Td1 Ca5 13. Fd3 Fb7 14. Ff4 Dd5 15. Tab1 Fc6 16. Fe5 Fa4 17. c4 Dd7 18. Td2 Cc6 19. d5 Cxe5 20. Cxe5 Dd6 21. c5! bxc5 22. Cxf7!! Txf7 23. dxe6 Rf8 24. exf7 Td8 25. Te1 Td7 26. De4 Dh6 27. Tb2 1-0.

## Publications
- (sv) Schack och schackmästare, 1937 ; deuxième édition : 1952 (traduite en anglais : (en)Chess and Chess Masters, 1955)
- (es) El gambito de dama, 1942
- (es) Partidas clásicas de Capablanca (La perfección en ajedrez) (avec Paulino Alles Monasterio), 1943
- (sv) Modern spelöppningsteori i schack (Théorie moderne des ouvertures), 1953
- (sv) Världsschackturneringen Göteborg 1955: turneringsbok, 1956
- (sv) I kamp med världseliten, 1958 En lutte contre l'élite mondiale ; Stahlberg commente 53 de ses parties
- (sv) VM i schack i Moskva 1961 : Tal – Botvinnik, 1961
- (sv) Strövtåg i schackvärlden (Excursions dans le monde des échecs), 1965
- (sv) Svenska schackmästare (Maîtres d'échecs suédois)